# Садзели
Садзели (груз. საძელი; арм. Սադզել) — село в Ахалцихском муниципалитете края Самцхе-Джавахети Грузии.
По данным переписи 2014 года, проведённой департаментом статистики Грузии, в селе живёт 381 человек, из которых 173 мужчины и 208 женщин. Большую часть населения составляют армяне.